# 모양의급소
모양의 급소는 돌모양에서 생사의 요충으로 존재하는 급소를 이르는 말이다. 급소를 선점하면 완전무결한 모양이 되는 반면, 이곳을 상대방이 선착하면 자신의 돌들이 위험에 처해질 수 있다.